# Anděl (Praha)
Anděl (nebo také U Anděla) je významná levobřežní dopravní křižovatka v Praze, faktické centrum zdejší městské čtvrti Smíchov. Prochází tudy velké množství tramvajových linek, a to jak v severojižním směru, souběžně s řekou Vltavou, tak i kolmo k Vltavě (z Nového Města a od Palackého mostu Lidickou ulicí a z Anděla dále Plzeňskou ulicí na Košíře), a v kombinacích těchto směrů. Křižovatka Anděl tak již dlouhou dobu vzájemně propojuje větší množství místních čtvrtí Velká Chuchle, Barrandov, Hlubočepy na jihu, Radlice a Jinonice na jihozápadě, Košíře a Motol na západě a to jak s Malou Stranou na severním levém břehu tak i s Novým Městem na východním pravém břehu řeky Vltavy.
Nachází se zde i stejnojmenná stanice metra. Kromě toho se jedná o významné obchodní a společenské centrum s velkým počtem obchodů, restaurací, nákupních center a kin.

## Název

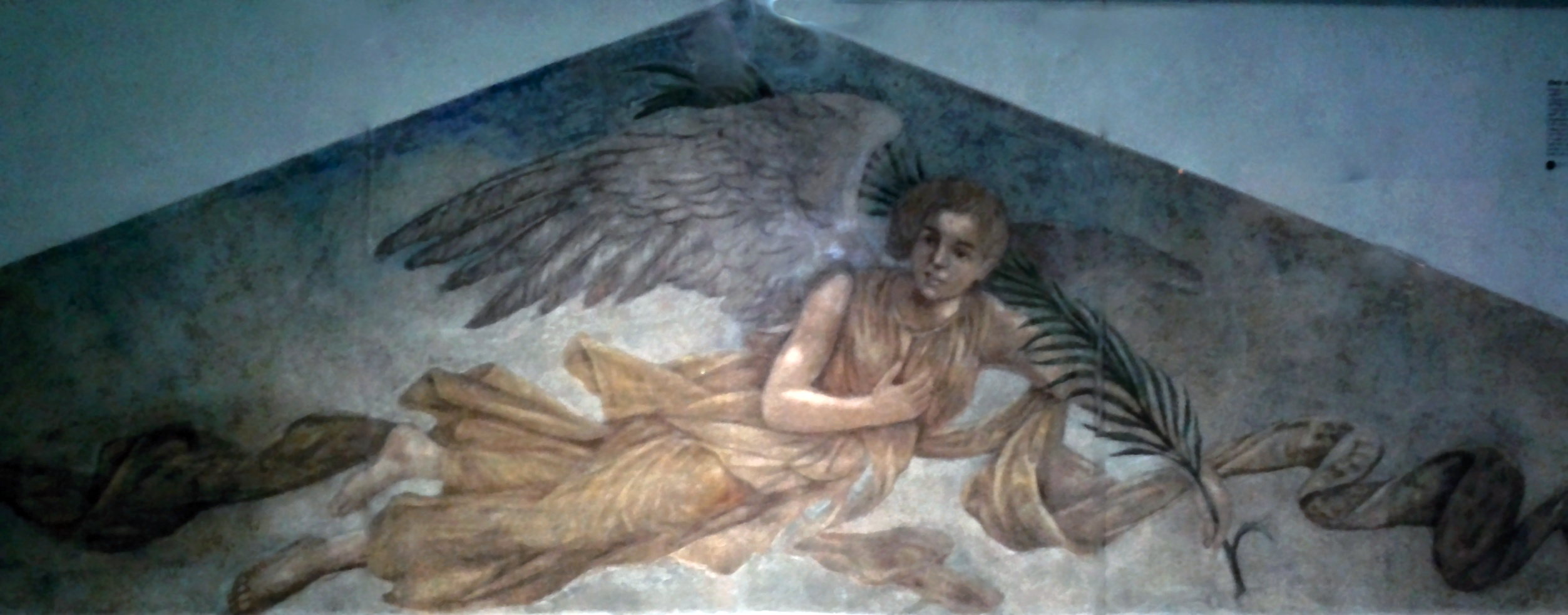
Freska anděla (kolem roku 1870)

Stanice a lokace Anděl nese svůj název podle původního nárožního domu č.p. 222 U zlatého anděla, který získal svoje pojmenování podle fresky zlatého anděla z roku 1870 umístěné ve štítu na jeho fasádě. Jednalo se o jednopatrový dům z 19. století, ve kterém působil v letech 1878–1901 stejnojmenný pivovar a pivovarský hostinec, který měl vchod z Nádražní ulice. Později zde byla pekárna. Dne 16. února 1980 byl dům odstřelen.

## Historie

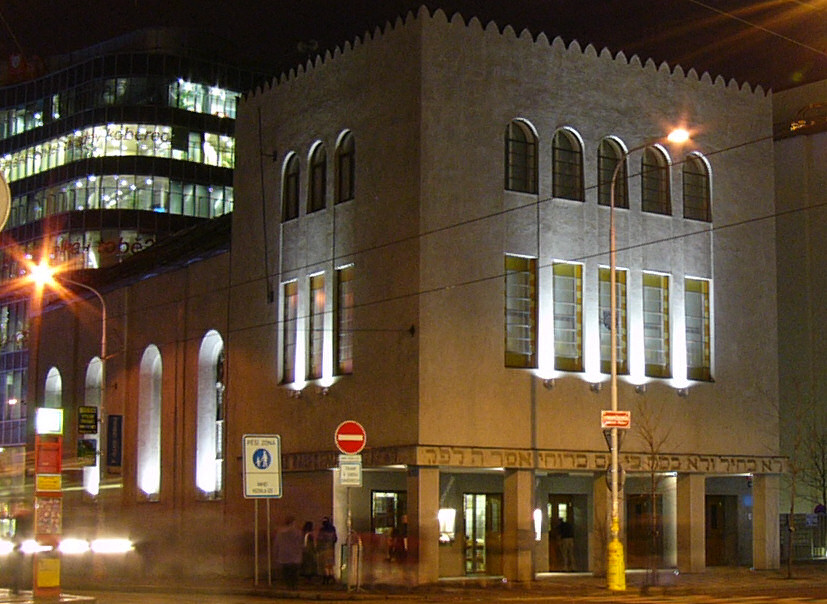
Smíchovská synagoga u Anděla, vzadu je vidět budova Zlatého Anděla

Původně bylo jediné pevné spojení Smíchova s pravým pražským břehem přes Malou Stranu a Karlův most. Roku 1841 vzniklo nové spojení přes řetězový Most císaře Františka I., v letech 1898–1904 nahrazený novým, kamenným mostem císaře Františka I. (dnešním mostem Legií). Vazby města Smíchova k Praze se utužily roku 1862, odkdy zde vzniklo nádraží Západní dráhy, z Prahy přístupné Plzeňskou třídou. Trasa Karlín–Smíchov byla od počátků veřejné dopravy v pražské aglomeraci jejím hlavním směrem. Od roku 1862 je doložena omnibusová linka podnikatele J. Ballabena, v následujících letech si na této trase konkurovalo několik dopravců, například v letech 1870–1879 Karlínské podniknutí omnibusův, v letech 1872–1883 První pražská společnost pro omnibusy. 16. května 1876 byla z malostranského Újezda (od řetězového mostu) ke smíchovskému nádraží zavedena historicky druhá linka pražské koněspřežné tramvaje, protože od původně zamýšleného přímého propojení s pravobřežní první linkou přes řetězový most bylo z technických důvodů upuštěno. Roku 1878 získal Anděl přímé spojení s podskalskou částí Nového Města po novém Palackého mostu, 28. června 1883 byla po něm zavedena nová trať koněspřežné tramvaje, vedoucí od pražského nádraží státní dráhy. Úsek od Anděla k nádraží Západní dráhy se přitom stal historicky prvním traťovým úsekem pražské tramvajové sítě, po němž byly společně vedeny dvě tramvajové linky. Od 18. prosince 1900 byla trať z Palackého mostu ke smíchovskému nádraží elektrizována, od 17. června 1901 byl, současně se zprovozněním nového mostu Františka I., elektrizován i úsek z Újezda k Andělu. Protože provozovatel pražské koňky odmítl dále rozšiřovat svou činnost do měst v okolí Prahy, od 13. června 1897 jezdila od Anděla soukromá elektrická dráha Smíchov–Košíře, postavená košířským starostou Hlaváčkem. Po jeho zadlužení a sebevraždě Hlaváčkovu dráhu 21. července 1900 odkoupily pražské Elektrické podniky, na pražskou síť (na trať směrem k Palackého mostu) však byla napojena až v roce 1907. Do ostatních dvou směrů byla napojena až později, kolejové oblouky od Palackého mostu k Malé Straně nebyly u Anděla zřízeny nikdy.
Nedaleko se nacházely významné továrny (například Righofferova vagónka, smíchovský pivovar Staropramen, v nedalekých Radlicích pak sídlila továrna na výrobu spalovacích motorů). Na přelomu 19. a 20. století měla nejen tato oblast křižovatky u anděla, ale celé město Smíchov vůbec, dělnický ráz. Roku 1922 se město Smíchov i další přilehlá města a obce staly součástí Velké Prahy. V letech 1939–1972 prostorem za vagónkou procházela trolejbusová linka do nedalekých Jinonic, historicky druhá pražská veřejná trolejbusová linka.
Po odstřelu domu zde začala výstavba linky B metra a v blízkosti křižovatky byla vybudována stanice Moskevská. Podle ní byly přejmenovány i tramvajové a autobusové zastávky, ostatně název Moskevská lépe odpovídal soudobé oficiální ideologii než nábožensky motivovaný název po již neexistujícím domu a pivovaru. Dům U zlatého anděla nahradil betonový nadzemní vestibul metra s velkou florentinskou mozaikou moskevského Rudého náměstí (ta se objevila i ve Svěrákově filmu Kolja). Název Anděl se tak udržoval už jen tradicí mezi pamětníky. Autobusový terminál nad jižním vestibulem stanice metra Anděl v prostoru u Ženských domovů (dnes Na Knížecí), vzdáleném několik set metrů od křižovatky, se stal hlavním přestupním bodem pro cesty na budované Jihozápadní Město, kam jezdily v krátkých intervalech kapacitní autobusové linky, rovněž zde bylo zřízeno autobusové stanoviště meziměstské dopravy. Při dalších prodlouženích linky metra se vytíženost terminálu Na Knížecí výrazně snížila, dosud však odsud projíždí několik linek směrem na Košíře, Motol a Strahov. Kromě výstupu z metra a zeleně zde byla i velká tržnice.
Zastávky koněspřežné a později elektrické tramvaje v okolí křižovatky nesly původně a až do konce 30. let 20. století název Plzeňská třída (Plzeňská tř.), ve 40. letech byly přejmenovány na Anděl, v roce 1985 na název Moskevská a v roce 1990 opět na Anděl.

### 1989–současnost

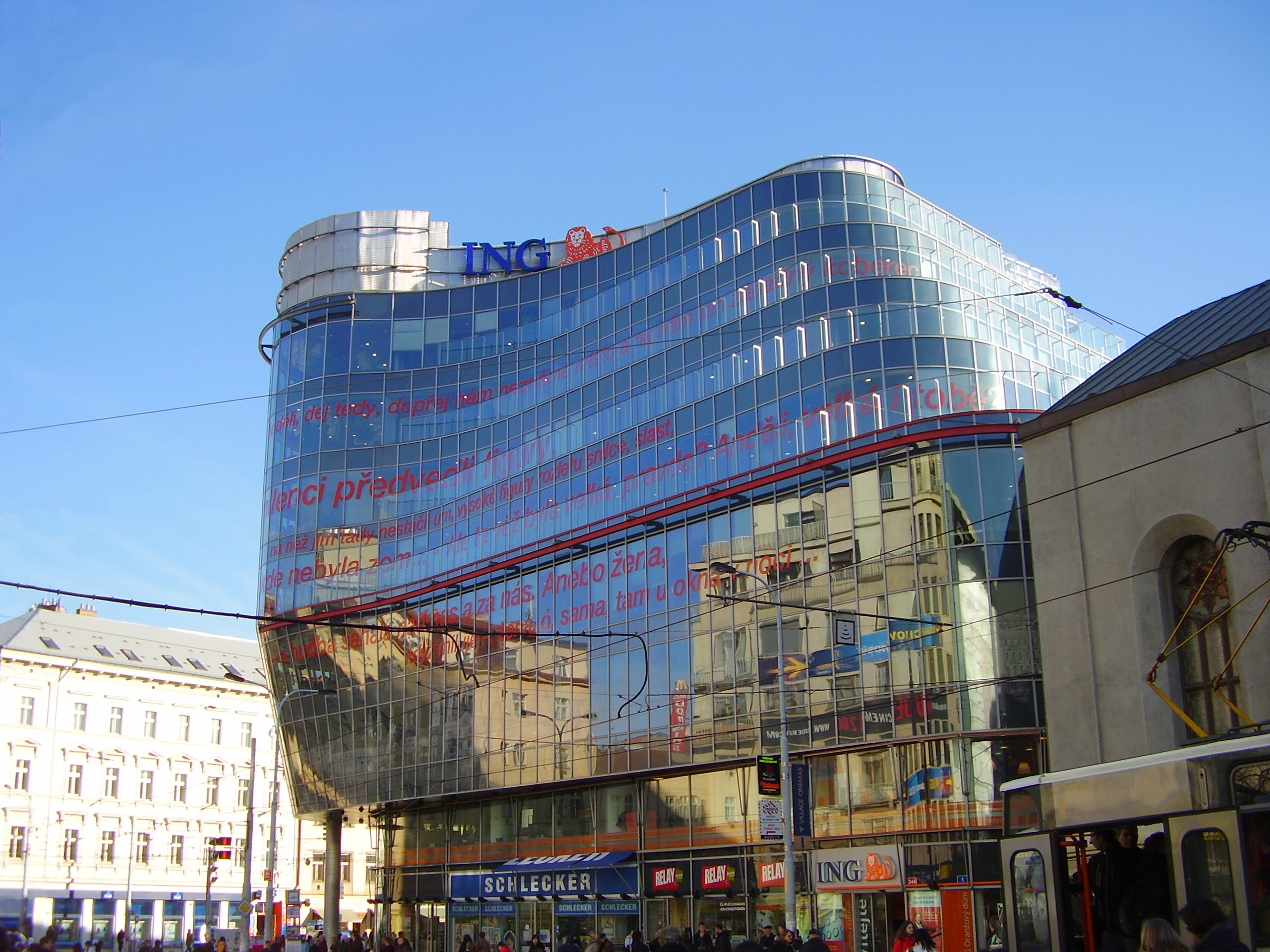
Moderní budova Zlatý Anděl, dominanta křižovatky Anděl

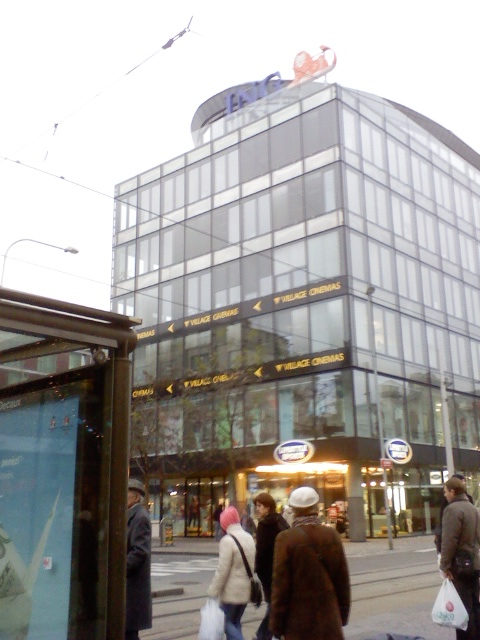
Pohled na jednu z budov Anděl City od tramvajové zastávky Anděl ve směru do Řep

Další proměny prožila zdejší křižovatka na přelomu 20. a 21. století. Na začátku 90. let byl zdejší závod na výrobu tramvají ČKD Tatra (což byla původní Ringhofferova vagónka) přesunut do nového objektu ve Zličíně a objekty smíchovské vagónky byly postupně zbourány. Nahradily je nové obchodní domy a multikina, otevřená v roce 2000 – obchodní centrum Nový Smíchov s multikinem Palace Cinemas na severní straně Plzeňské ulice, těsně u křižovatky, a komplex Anděl City jihozápadně od křižovatky, zahrnující byty, kanceláře, hotel a multikino Village Cinemas. Přímo u jihozápadního rohu křižovatky vyrostla kancelářská budova Zlatý Anděl od francouzského architekta Jeana Nouvela, z jejíž fasády shlíží anděl z Wendersova filmu Nebe nad Berlínem; původní vestibul metra byl zbořen a nahrazen novým, menším, jehož vstup je vzdálenější od křižovatky. Opravena byla i synagoga a úseky Plzeňské i Nádražní ulice v sousedství křižovatky byly přebudovány na pěší zónu s provozem tramvají a celý prostor získal charakter náměstí. Stanice metra Anděl (zkratka AN) zůstala jednou z nejfrekventovanějších v Praze. V roce 2014 ve stanici metra linky B vystoupilo 55 tisíc a nastoupilo 47 tisíc cestujících za den, v období mezi 6. a 23. hodinou z tramvajových linek 4, 6, 7, 9, 10, 12, 14, 16 a 20 vystoupilo 38 tisíc a nastoupilo 40 tisíc cestujících, projelo tudy 2 036 tramvajových spojů, zastávka Anděl byla v roce 2014 vůbec nejfrekventovanější tramvajovou zastávkou v Praze.

## Významné objekty

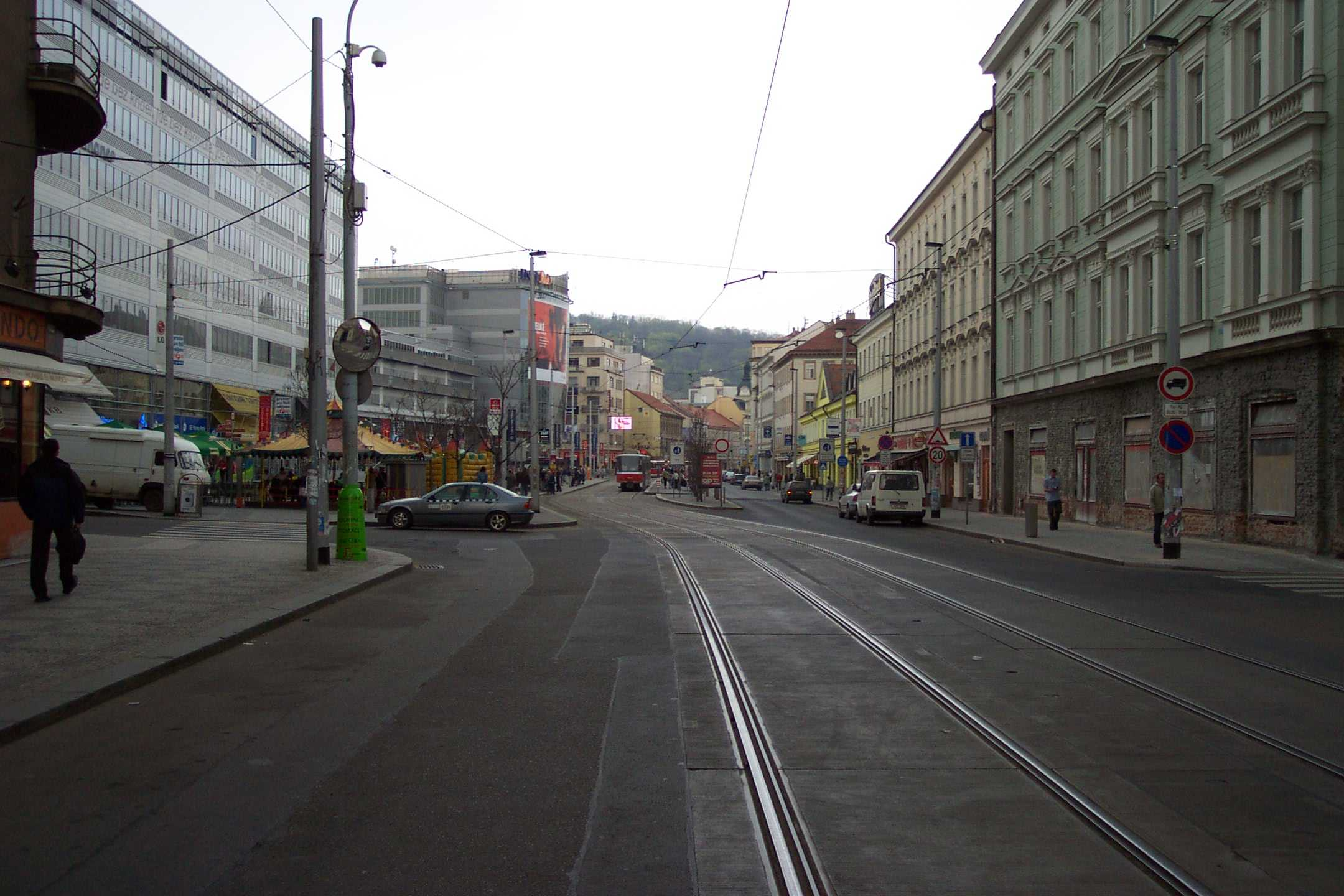
Pohled na křižovatku Anděl od jihu, 2006

- Budova Zlatý Anděl
- Smíchovská synagoga
- Stanice metra Anděl
- Obchodní centrum Nový Smíchov